# 淺紅副䲁
淺紅副鳚，又稱東波鳚，為輻鰭魚綱鳚形目鳚科的其中一種。

## 分布
本魚分布於東北大西洋區，包括英國、愛爾蘭、法國、荷蘭、比利時、波士尼亞、克羅埃西亞、希臘、直布羅陀、葡萄牙、西班牙、摩洛哥、摩納哥、義大利、阿爾及利亞、突尼西亞、土耳其、斯洛維尼亞等沿海海域。

## 深度
水深約2至32公尺。

## 特徵
本魚體格強健，頭部是全身最側高的部位。眼睛是雙色的，上面是棕色，下面是白色，體色為紅褐色和白色的混合，此兩種顏色組成的斑紋出現於側腹，並且有至少七條深色條紋，從背鰭開始一直延伸到腹部。額頭從寬大的嘴開始向上陡斜，眼睛上方有兩根分叉的觸鬚，鼻孔亦有觸鬚。繁殖期的雄魚顏色變成巧克力棕色，並在臀鰭棘上長出球狀腺體，背鰭硬棘13至14枚；背鰭軟條17至20枚；臀鰭硬棘2枚；臀鰭軟條19至23枚。體長可達30公分。

## 生態
本魚成魚棲息於岩石區；幼魚棲息於海草區，主要在薄暮與破曉的時候活動力較盛，繁殖期在三月至五月。由雄魚保衛雌魚的卵，直到仔魚孵化。屬雜食性。

## 經濟利用
可食用，但多作觀賞魚，好鬥，會撕咬較小的魚，故宜單養。

## 扩展阅读
維基物種上的相關：淺紅副鳚
1. ↑  Di Natale, A.; Bilecenoglu, M.; Bariche, M.;  et al. . The IUCN Red List of Threatened Species. 2016, 2011: e.T185128A86636193 [errata version of 2011 assessment]. doi:10.2305/IUCN.UK.2011-2.RLTS.T185128A8360957.en .
2. ↑  Ager, O.E.D. Tyler-Walters H.; Hiscock K. , 编. . Marine Life Information Network: Biology and Sensitivity Key Information Reviews, [on-line]. Plymouth. Marine Biological Association of the United Kingdom. 2008  [17 March 2019]. （原始内容存档于2016-06-30）.